# 로사의 법
많은 연방 법령들의 문구들을 바꾸는, ‘로자의 법안’이 “정신 지체” 대신에 “지적 장애”로 법령들이 언급하게 하기 위해서 문구를 그렇게 하는 법안이 미국에서 공포되었다.

## 같이 보기
- 발달장애
- 심신미약
- 지적 장애